# Solidarity Federation

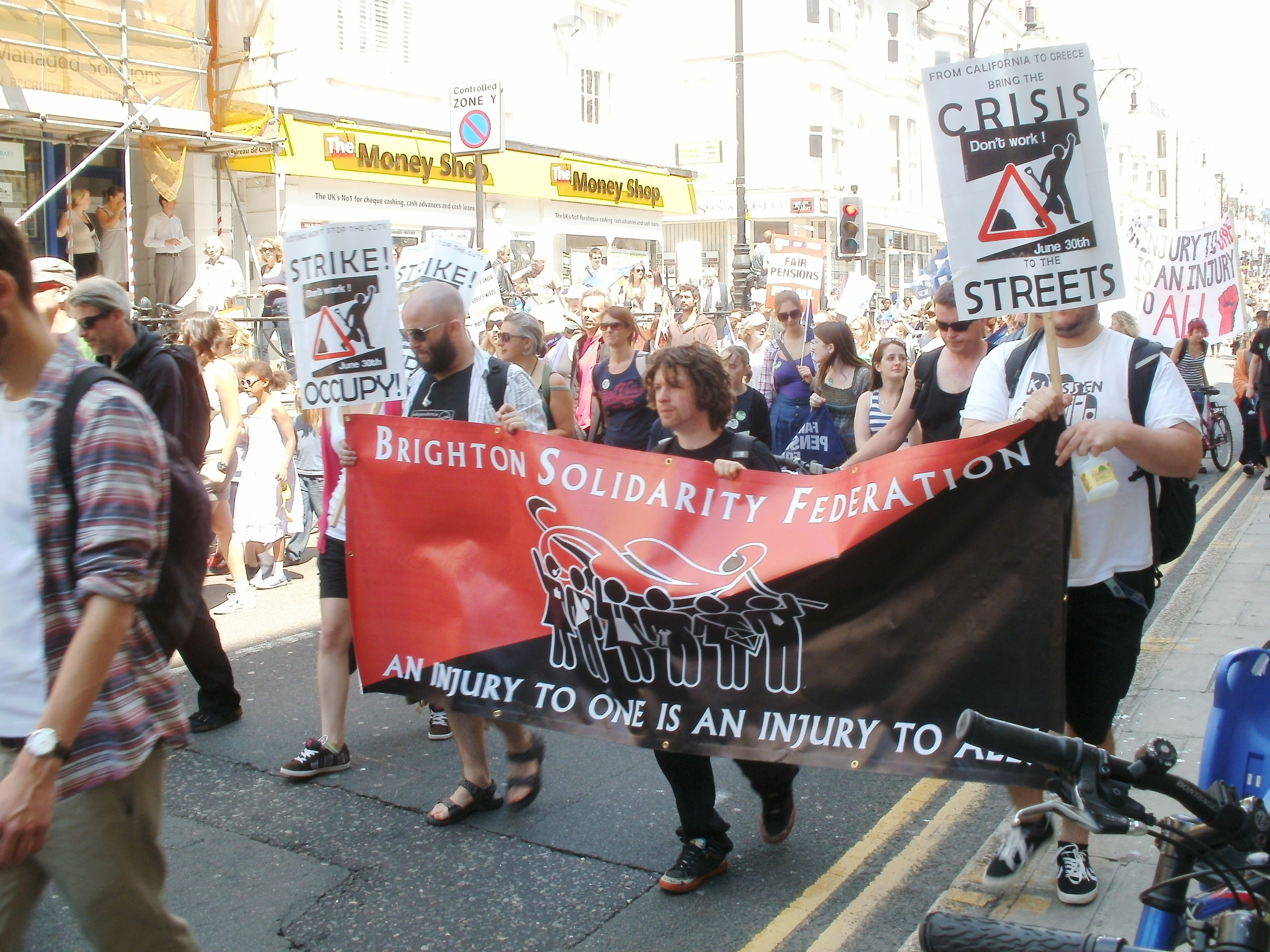
Marcha de protesta en Brighton en 2011

Solidarity Federation (SolFed), Federación Solidaridad, es una federación de anarquistas por la lucha de clases, activos en Gran Bretaña. La organización aboga por una estrategia anarcosindicalista como método para suprimir el capitalismo y el Estado. En 1994 adoptó su nombre actual, que hasta entonces había sido Direct Action Movement, formado en 1979.

## Direct Action Movement
El DAM se formó en 1979, cuando los anarquistas sindicalistas en Gran Bretaña (incluyendo la Syndicalist Workers Federation que para entonces se había reducido a una rama en Mánchester) decidieron escindirse de la Anarchist Federation (distinta de la actual Anarchist Federation, nacida de la Anarchist Communist Federation fundada en 1986) para perseguir definitivamente una estrategia sindicalista, con los trabajadores como centro.
El DAM estaba muy implicado en la huelga de los mineros y en una serie de conflictos laborales avanzados los años 1980s. Entre estos estaba el conflicto de Ardbride en Ardrossan, Escocia, una compañía que agredió a Laura Ashley, para quien el DAM consiguió ayuda internacional. A partir de 1988 en Escocia, luego en Inglaterra y País de Gales, el DAM estuvo activo en la oposición tributaria al Poll Task. En los primeros años 90, los miembros del DAM instalaron el Sindicato de Trabajadores de la Industria del Envío, que organizó con éxito a trabajadores de compañías de envío de correo locales.
También estuvieron implicados en Anti-Fascist Action (AFA). AFA era una iniciativa del grupo marxista Red Action y del DAM, y fue ideado para combatir físicamente a varios grupos fascistas y de ultraderecha británicos. Tenían a menudo encuentros con grupos tales como el Frente Nacional Británico y el Partido Nacional Británico. Las actividades contra-fascistas en lugares tales como Liverpool, Yorkshire, Bristol y Norwich fueron dominadas por los anarquistas locales. También los anarquistas, particularmente el DAM, fueron los primeros en cuestionar los motivos y las tácticas antifascistas de la Searchlight magazine. Con el tiempo se replantearon sus acciones para dar prioridad a adversarios más relevantes y centrar su militancia en lo laboral.

## Solidarity Federation
En marzo de 1994, el DAM cambió su nombre a Solidarity Federation. SolFed publica Direct Action una revista trimestral y el pasquín industrial Catalyst, varios locales y redes de SolFed también publican sus propios boletines de noticias. SolFed es la sección británica de la Asociación Internacional de los Trabajadores, la internacional anarcosindicalista, y junto a la Anarchist Federation y Class War, es una de las organizaciones explícitamente anarquistas más prominentes del Reino Unido en los momentos actuales.
Los miembros de Solfed que trabajan en el mismo sector laboral también han formado redes, su propósito es promover la solidaridad entre trabajadores, las redes también utilizan la acción directa para luchar para una paga y condiciones mejores. Las dos redes existentes son la Red de Trabajadores de la Educación y la Red de Trabajadores del Servicio Público.